# 시안 글로리 인터네셔널 파이낸스 센터
시안 글로리 인터네셔널 파이낸스 센터(중국어: 西安国瑞国际金融中心)는 중화인민공화국 시안에 위치하고 있다.

## 같이 보기
- 마천루 목록
- 아시아의 마천루 목록
- 중화인민공화국의 마천루 목록